# زیردریایی یو-۲۵۸
زیردریایی یو-۲۵۸ (به انگلیسی: German submarine U-258) یک زیردریایی است که طول آن ۶۷٫۱ متر (۲۲۰ فوت ۲ اینچ) می‌باشد. این زیردریایی در سال ۱۹۴۱ ساخته شد.